# Oberster Rat für Volkswirtschaft
Der Oberste Rat für Volkswirtschaft (russisch Вы́сший сове́т наро́дного хозя́йства Wysschi sowet narodnowo chosjaistwa; Abkürzung: ВСНХ; Transkription: WSNCh) war in Sowjetrussland ab 1917 und dann in der Sowjetunion bis 1932 das oberste Verwaltungsorgan für die Volkswirtschaft. Der Oberste Rat war einem Ministerium gleichgestellt, die zu jener Zeit als Volkskommissariat bezeichnet wurden.

## Geschichte
Der Oberste Rat für Volkswirtschaft wurde per Dekret vom 15. Dezember 1917 vom Rat der Volkskommissare und vom Allrussischen Zentralen Exekutivkomitee (russ. ВЦИК / WZIK) gegründet. Er hatte die Aufgabe, die gesamte Volkswirtschaft und die Finanzen Russlands und später der Sowjetunion zu organisieren und zu leiten. Innerhalb des Obersten Rates gab es Behörden für die einzelnen Wirtschaftszweige: Hauptabteilung Zucker (russ. Главсахар), Hauptabteilung Erdöl (russ. Главнефть) und andere.
Für die Leitung der Industrievereinigungen (russ. трест; Trusts) durch den Obersten Rat wurde die Hauptabteilung für staatliche Industrie (russ. центральное управление государственной промышленностью; kurz: Цугпром ВСНХ) gegründet. Zur Steuerung und Planung der Industrie wurde die Hauptabteilung Wirtschaft (russ. Главное экономическое управление; Abkürzung: ГЭУ ВСНХ) gegründet.
Vor Ort wurden in den Gouvernements und Ujesds Räte für Volkswirtschaft (russ. Совнархозы; Transkription: Sownarchosen) gebildet. In den Jahren des Kriegskommunismus war die gesamte Leitung der Industrieproduktion, die Verteilung der Rohstoffe und der fertigen Produktion in den Händen des Obersten Rates für Volkswirtschaft konzentriert.
Nach der Gründung der Sowjetunion (30. Dezember 1922) bekam der Oberste Rat für Volkswirtschaft die Vollmachten eines Vereinigten Volkskommissariats (russ. объединённый наркомат).
Am 5. Januar 1932 wurde der Oberste Rat für Volkswirtschaft in das Volkskommissariat für Schwerindustrie (russ. Наркомат тяжёлой промышленности; kurz: НаркомТяжПром; Transkription: NarkomTjaschProm) umgewandelt. Die Betriebe der Leichtindustrie, der Forstwirtschaft und der holzverarbeitenden Industrie wurden an neu geschaffenen Volkskommissariate (Volkskommissariat für Leichtindustrie – russ. Наркомлегпром – und Volkskommissariat für Forstwirtschaft – russ. Наркомлеспром) übergeben.

## Verwaltungsstrukturen

### Vorsitzende des Obersten Rates für Volkswirtschaft derRSFSR
- N. Osinskij (russ. Н. Осинский) der Parteiname (Deckname/Pseudonym/Kampfname) für Walerian Obolenskij (russ. Валериан Валерианович Оболенский) (1917–1918);
- Alexei Rykow (russ. Алексей Иванович Рыков) (1918–1921);
- Pjotr Bogdanow (russ. Пётр Алексеевич Богданов) (1921–1925);
- Semjon Lobow (russ. Семён Семёнович Лобов) (1926–1930);

### Vorsitzende des Obersten Rates für Volkswirtschaft der Sowjetunion
- Alexei Rykow (russ. Алексей Иванович Рыков) (1923–1924);
- Felix Dserschinski (russ. Феликс Эдмундович Дзержинский) (1924–1926);
- Walerian Kuibyschew (russ. Валериан Владимирович Куйбышев) (1926–1930);
- Grigori Ordschonikidse (russ. Григорий Константинович Орджоникидзе) (1930–1932);

## Oberster Rat für Volkswirtschaft der Sowjetunion
Der Oberste Rat für Volkswirtschaft der UdSSR des Ministerrates der Sowjetunion (russ. Высший совет народного хозяйства СССР; Abkürzung: ВСНХ СССР) war das höchste staatliche Organ zur Leitung der Industrie und zum Aufbau der sowjetischen Volkswirtschaft. Er bestand von 1963 bis 1965 und wurde von Dmitri Ustinow (russ. Дмитрий Фёдорович Устинов) als Vorsitzenden geleitet.